# Saint-Félicien (Quebec)
Saint-Félicien es una ciudad de la provincia de Quebec, Canadá. Está ubicada en el condado regional de Le Domaine-du-Roy y a su vez, en la región administrativa de Saguenay–Lac-Saint-Jean. Hace parte de las circunscripciones electorales de Roberval a nivel provincial y de Roberval a nivel federal.

## Geografía
Saint-Félicien se encuentra ubicada en las coordenadas 48°39′00″N 72°27′00″O / 48.65000, -72.45000. Según Statistics Canada, tiene una superficie total de 363,57 km² y es una de las 1135 municipalidades en las que está dividido administrativamente el territorio de la provincia de Quebec.

## Demografía
Según el censo de 2011, había 10 278 personas residiendo en esta ciudad con una densidad poblacional de 28,3 hab./km². Los datos del censo mostraron que de las 10 477 personas censadas en 2006, en 2011 hubo una disminución poblacional de 199 habitantes (-1,9%). El número total de inmuebles particulares resultó de 4835 con una densidad de 13,3 inmuebles por km². El número total de viviendas particulares que se encontraban ocupadas por residentes habituales fue de 4389.